# Lecker Au
Die Lecker Au (fries.: Leeklinger Struum) ist ein größerer Bach,
der im nördlichen Nordfriesland durch den Ort Leck in Richtung Nordsee abfließt.

## Geographie

### Verlauf
Der Fluss entspringt nördlich von Böxlund nahe der dänischen Grenze aus der Schleswig-Holsteinischen Geest. Daraufhin verläuft der Fluss zunächst nach Westen und anschließend in Richtung Süden nach Sprakebüll. Von dort aus fließt er nach Leck, wo er kanalisiert gen Südwesten verläuft. Im Dagebüller Waygaarder Koog fließt die Lecker Au mit der Soholmer Au zusammen und bildet den Bongsieler Kanal, welcher durch das Schlüttsiel in die Nordsee entwässert.

### Zuflüsse
Liste einer Auswahl von Zuflüssen von der Quelle zur Mündung.
- Langwatt, von links und Osten auf etwa 8 m ü. NHN bei Lütjenhorn
- Horsbek, von links und Osten auf etwa 5 m ü. NHN bei Lütjenhorn
- Brabek, von rechts und Norden auf etwa 2 m ü. NHN bei Sprakebüll